# Szervátiusz Jenő

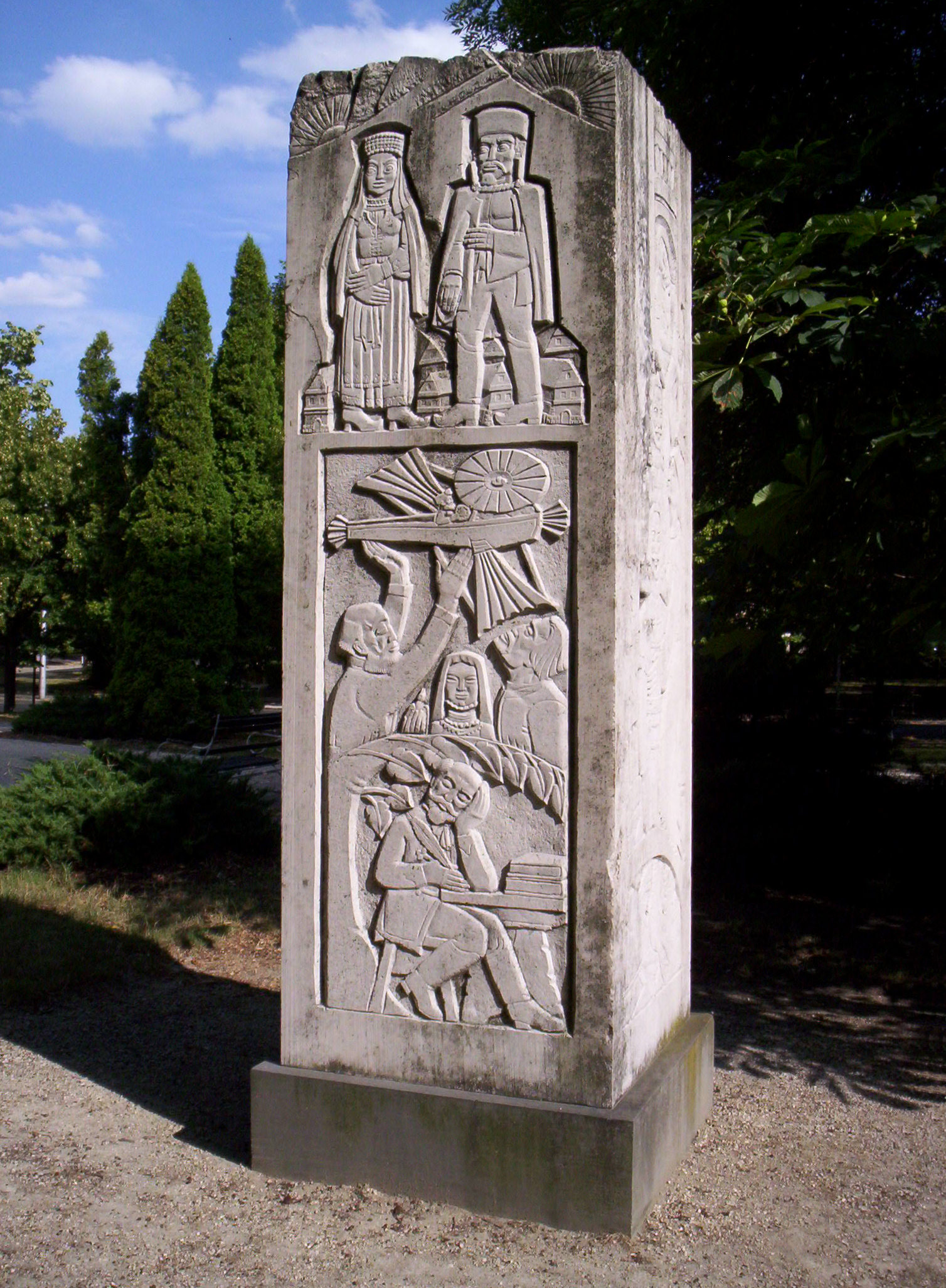
Pápa, Jókai-emlékkő

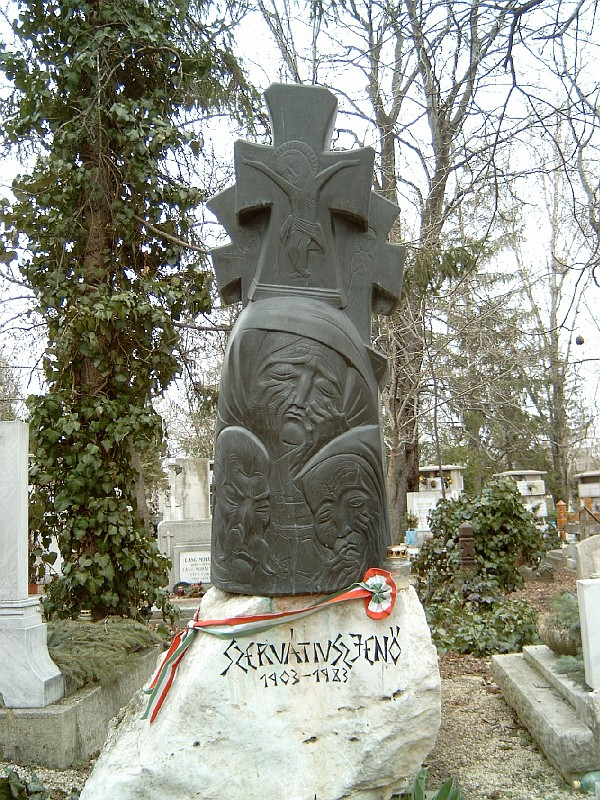
Szervátiusz Jenő sírja Budapesten. Farkasréti temető: 24/3-1-8. Szervátiusz Tibor alkotása.

Szervátiusz Jenő (Kolozsvár, 1903. július 4. – Budapest, 1983. szeptember 15.) magyar szobrászművész, Szervátiusz Tibor szobrászművész apja.

## Élete
A legerdélyibb magyar szobrász – ahogy Lyka Károly, neves művészettörténész nevezte – kezdetben asztalosműhelyekben sajátította el a fafaragás mesterségét. Eredeti szakmája szerint kerékgyártó-kovács, asztalos és szekérkészítő volt. 1925-ben Vágó Gábor műtermében dolgozott a kolozsvári iparosegylet ösztöndíjával. 1925–1927-ben Párizsban élt, ahol munka mellett az École Libre esti tanfolyamán tanulta a szobrászatot. 1927-ben beiratkozott a kolozsvári képzőművészeti akadémiára, ahol 1929-ben szerzett diplomát. Ezt követően elnyerte a Hivatalos Szalon díját munkájával.
1930-tól fogva kialakult stílusvilága, és népi ihletésű kompozíciókat készített. 1933–34-ben a sétatéri pavilonban tartott festőiskolát. 1940–42-ben a csíksomlyói KALOT népfőiskolán tartott fafaragó tanfolyamot. Bejárta Erdélyt. Élt és dolgozott Nagybányán, Gyergyószentmiklóson, Csíkménaságon, Csiksomlyón. 1948–49-ben a Kolozsvári Művészeti Intézetben tanított mintázást, majd 1949–1965 között a kolozsvári képzőművészeti főiskola tanára lett.
„A modern magyar faszobrászat legnagyobb erejű, legegyénibb formavilágú s egyben legnagyszerűbb képviselője…”  Dolgozott kőben, márványban, de leginkább fában. Köztéri szobrai jelen vannak Farkaslakán, Csíkménaságon, Pápán, Székelyudvarhelyt. Munkáinak száma bőven meghaladja az ezret. Nyolcvanadik születésnapja tiszteletére a budapesti Vigadó Galériában nagyszabású életmű-kiállítást rendeztek, amelyet D. Fehér Zsuzsa művészettörténész állított össze, és 1983. február 18-án nyitottak meg a művész jelenlétében. „…kövekre, fatörzsekre rótt csodálatos emberséget hozott létre az időbeliséget költői látomássá, anyagszerű plasztikává rögzítve.”
Hagyatéka a kolozsvári Szervátiusz Múzeumban látható.

## Kiállítások

### Csoportos kiállítások (válogatás)
- 1947 Mai romániai képzőművészet, Szépművészet Múzeum, Budapest
- 1952 A Román Népköztársaság Képzőművészete, Moszkva
- 1964 Román képzőművészeti kiállítás, Puskin Múzeum, Moszkva
- 1970 Dalles Terem, Bukarest
- 1974 Emberi formák, Rodin Múzeum, Párizs

### Egyéni kiállítások (válogatás)
- 1931 Kolozsvár (Petre Abrudannal)
- 1934 Minerva Terem (Tasso Marchinivel), Kolozsvár
- 1934 Minerva Terem (Gy. Szabó Bélával és Vásárhelyi Ziegler Emillel), Kolozsvár
- 1935 Nagybánya (Petre Abrudannal és Gheorghe Manuval)
- 1935-1936  Szatmárnémeti (Petre Abrudánnal)
- 1936 Kolozsvár
- 1936 Nagybánya
- 1937 Tamás Galéria, Budapest
- 1938 Festőiskola (Klein Józseffel), Nagybánya
- 1939 Vármegyeház (Szolnay Sándorral), Kolozsvár
- 1956 Képzőművész Galéria, Kolozsvár
- 1961 Művészeti Múzeum, Kolozsvár
- 1962 Nagyvárad
- 1962 Marosvásárhely
- 1964 Dalles Terem, Bukarest
- 1964 Ploiești
- 1964 Nagyszeben
- 1964 Csíkszereda
- 1964 Gyergyószentmiklós (Karácsony Jánossal)
- 1965 Székelyudvarhely
- 1965 Székelykeresztúr (Karácsony Jánossal)
- 1965 Sepsiszentgyörgy (Karácsony Jánossal)
- 1965 Brassó
- 1970 Siklósi Vármúzeum
- 1976 Korunk Galéria, Kolozsvár.
- 2000 Vármegye Galéria, Budapest

## Díjak (válogatás)
- 1929 Hivatalos Szalon (Salon Official) Simu-díja, Bukarest
- 1964 Érdemes művész
- 1964 A Román Népköztársaság Állami Díja
- 1956 Munka Érdemrend II. fokozata
- 1968 Kulturális Érdemrend II. fokozat
- 2003 Magyar Örökség díj

## Köztéri művei
- A sebesült katona, első világháborús emlékmű (1939, Csíkménaság)
- Relief (1943, Kolozsvár, Méhes utcai iskola)
- Tamási Áron-síremlék (Szervátiusz Tiborral), 1971-1972, Farkaslaka
- Jókai-emlékkő , 1976-78, Pápa
- Madonna, Gyergyószentmiklós
- Kórus, Székelyudvarhely, Művelődési Központ
- Cantata Profana 1980, Sopron, Erdészeti Egyetem
- Cantata profana, Zenetörténeti Intézet , Budapest